# Aga (rzeka)
Aga (ros. Ага) – rzeka w azjatyckiej części Rosji, w Zabajkalu, lewy dopływ Ononu. Powstaje z połączenia Urdo-Agi i Chojto-Agi. Jej długość wynosi 167 km; dorzecze zajmuje powierzchnię 8000 km².